# Епархия Тимиды
Епархия Тимиды (лат. Dioecesis Thimidensis) — титулярная епархия Римско-Католической церкви.

## История
Античный город Тимида, идентифицированный сегодня с археологическими раскопками Henchir-Tindja, которые находятся на территории сегодняшнего Туниса, находился в римской провинции Африка. В первые века христианства Тимида была центром одноимённой епархии.
С 1933 года епархия Тимиды является титулярной епархией Римско-Католической церкви.

## Ординарии епархии
- епископ Беннат (упоминается в 484 году);
- епископ Фелиций (упоминается в 646 году).

## Титулярные епископы
- епископ Bienvenido Solon Tudtud (5.02.1968 — 26.06.1987);
- епископ Benjamin J. Almoneda (19.12.1989 — 7.06.1991) — назначен епископом Даэта;
- епископ Patrick Taval MSC[1] (22.06.1999 — 6.12.2007);
- епископ Виктор Гнанапрагасам OMI (29.04.2010 — по настоящее время).

## Источник
- Annuario Pontificio, Libreria Editrice Vaticana, Città del Vaticano, 2003, стр. 915, ISBN 88-209-7422-3